# Comuna Divoce Pole, Oleksandria
Divoce Pole (în ucraineană Дівоче Поле) este o comună în raionul Oleksandria, regiunea Kirovohrad, Ucraina, formată din satele Divoce Pole (reședința), Novozolotarivka, Petrozahirea și Trudivka.

## Demografie
Componența lingvistică a comunei Divoce Pole
     Ucraineană (93,14%)
     Rusă (3,43%)
     Română (2,45%)
     Alte limbi (0,16%)
Conform recensământului din 2001, majoritatea populației comunei Divoce Pole era vorbitoare de ucraineană (93,14%), existând în minoritate și vorbitori de rusă (3,43%) și română (2,45%).